# Kansas (fiume)
Il Kansas è un fiume degli Stati Uniti che attraversa, da ovest a est, l'intero ed omonimo Stato del Kansas. È uno dei principali affluenti del fiume Missouri, che a sua volta è uno dei principali affluenti del Mississippi. È conosciuto anche con il soprannome The Kaw, che deriva dalla tribù indiana dei Kanza, che popolava l'area in cui scorre questo corso d'acqua.

## Il corso
Il fiume Kansas nasce a un'altitudine di 310 metri alla confluenza tra i fiumi Republican e Smoky Hill, a est della città di Junction City. Scorre per 238 chilometri in direzione est per confluire con il fiume Missouri nei pressi di Kansas City. La valle in cui si snoda questo corso d'acqua è lunga appena 185 chilometri e la superiore lunghezza del fiume è dovuta alla sua sinuosità, che genera numerosi meandri.

## Storia
La prima mappa in cui viene rappresentato il fiume Kansas si deve al cartografo francese Guillaume de L'Isle, che la disegnò nel 1718. In essa il fiume è chiamato "Petite riviere des Cansez".
I nativi americani, a bordo delle loro canoe, utilizzavano il fiume per i trasporti e gli spostamenti, in seguito imitati dalle piroghe dei commercianti di pellame francesi. Dal 26 al 29 giugno del 1804, la spedizione di Lewis e Clark si accampò al Kaw Point, alla foce del fiume. Gli avventurieri annotarono come la zona fosse un buon punto per edificare un fortino.
Nell'agosto del 1819, il maggiore Stephen H. Long fu il primo a guidare un battello a vapore lungo il fiume anche se, per via di un'acqua molto fangosa a causa di recenti inondazioni, riuscì a navigare per meno di 2 chilometri prima di dover tornare indietro.
La foce del fiume Kansas (a una longitudine di 94 gradi e 36 minuti ovest) fu il punto di partenza per disegnare i confini occidentali del Missouri quando divenne uno Stato nel 1821.
A partire dal 1854, i battelli a vapore cominciarono ad operare con regolarità sul fiume collegando Kansas City con le città di Lawrence, Topeka e Fort Riley. Questo traffico calò drasticamente nel 1860, e l'ultimo viaggio di un battello è datato al 1866, quando il ponte ferroviario alla foce del fiume venne ricostruito dopo essere stato abbattuto da una inondazione. Da quel momento in poi, i principali trasporti nella zona vennero effettuati su rotaia.
Il 25 febbraio 1864 una legge dello Stato dichiarò il fiume Kansas non navigabile, permettendo ad alcune compagnie di infrastrutture di edificare ponti e dighe senza restrizioni particolari. Questa legge rimase in vigore fino al 1913, quando venne abolita in quanto rappresentava "un crimine contro il benessere pubblico del Kansas". Oggi il Kansas è ancora navigabile, anche se la moderna navigazione commerciale su questo fiume si riduce al solo dragaggio.